# Рурский университет
Рурский университет в Бохуме (нем. Ruhr-Universität Bochum, сокр. RUB) — первый новый университет, открывшийся в послевоенной Германии. Был основан в 1962 году, но учебный процесс в университете начался в 1965 году.
Университет одним из первых университетов ФРГ ввёл практику присвоения стандартных степеней бакалавра и магистра.
На январь 2007 года в университете обучалось 33 685 студентов и около 4 000 преподавателей (400 профессоров). На октябрь 2011 года в университете обучается 34 024 студентов (48% — женщины).
Рурский университет тесно связан с Русско-Германским институтом науки и культуры МГУ им. М. В. Ломоносова. Здесь действует Институт русской культуры имени Ю. М. Лотмана.
У Рурского университета имеется собственная академическая клиника — Клиника Кнаппшафт Дортмунд.
Университет входит в ассоциацию университетов Европы Утрехтская сеть и в Университетский альянс Metropole Ruhr (Universitätsallianz Metropole Ruhr, UAMR). В рамках альянса студенты и аспиранты получают единый студенческий билет и могут посещать занятия и библиотеки трёх университетов: Рурского университета в Бохуме, Технического университета в Дортмунде и Университета в Дуйсбурге-Эссене.

## Факультеты
Всего в университете 20 факультетов:
- Факультет биологии и биотехнологии;
- Восточноазиатский факультет;
- Факультет геологии и географии;
- Исторический факультет;
- Математический факультет;
- Медицинский факультет;
- Механико-инженерный факультет;
- Факультет общественных наук;
- Психологический факультет;
- Строительный факультет;
- Факультет католической теологии;
- Факультет протестантской теологии;
- Факультет физики и астрономии;
- Филологический факультет;
- Факультет физкультуры и спорта;
- Факультет философии, педагогики и журналистики;
- Факультет химии и биохимии;
- Экономический факультет;
- Факультет электроники и информатики;
- Юридический факультет.

## Международное сотрудничество
Процент иностранных учащихся различается от факультета к факультету, но в среднем составляет около 10%. Ведётся обучение и на английском языке. Активно приглашаются научные работники из-за рубежа для участия в исследовательских проектах и преподавания.
В установлении научных и образовательных контактов Рурского университета с университетами стран Северной и Южной Америки, а также Восточной Европы информационную и организационную помощь оказывают координационные бюро ConRuhr. Такое бюро, занимающееся сотрудничеством с российскими вузами, есть в Москве.